# George Kirk (personaje)
George Kirk era un personaje ficticio humano del universo Star Trek, fue el comandante/capitán de la nave estelar USS Enterprise (NCC-1701) de la flota oficial a principios del Siglo XXIII. 
Su padre era Tiberius Kirk. Él era el marido de Winona Kirk y el padre de James T. Kirk y George Samuel Kirk. 
Murió en 2233, cuando servía como primer oficial a bordo de la USS Kelvin, bajo el mando del capitán Richard Robau. Su esposa también fue a bordo de la nave y estaba embarazada de James T. Kirk en el momento.
George Kirk fue interpretado en el cine por Chris Hemsworth en Star Trek XI.